# Гаркунов, Лев Павлович
Лев Павлович Гаркунов (16 марта 1901 — 20 ноября 1963, Москва) — деятель советского шахматного движения; международный арбитр (1956). Инженер-экономист, работник отдела шахмат Всесоюзного комитета по делам физической культуры и спорта.
Судил 5-й заочный чемпионат СССР (1960—1963), львовский полуфинал чемпионата СССР 1951 года.

## Книги
- Судейство шахматных соревнований, М., «Физкультура и спорт», 1955, 88 с.
- Судейство шахматных соревнований, М., «Физкультура и спорт», 1959 (соавтор Ю. М. Зражевский), 2-е изд., испр. и доп., 168 с.
- Шахматный кодекс СССР. М., Центральный шахматный клуб СССР, 1959, 8-е изд., 43 с. (редактор).
- Спортивный ежегодник 1951—1959, М., «Физкультура и спорт», 1961, 994 с. (один из составителей).

## Статьи
- Негодное пособие для судей // Шахматы в СССР. — 1954. — № 10. — С. 306.